# Zoda
Zoda, pseudonimo di Daniele Sodano (Cavalese, 7 febbraio 1996), è un rapper e youtuber italiano.

## Biografia
Comincia la propria carriera su YouTube nel 2010 sotto lo pseudonimo di OwN, caricando video sul canale del collettivo di Call Of Duty iRFLeX e successivamente su un suo canale. Nel 2014 debutta come attore nella serie tv Driveclub: Il grande colpo in onda su MTV mentre nel 2015 si trova a recitare nel film Game Therapy, diretto da Ryan Travis.
L'11 settembre 2018 ha pubblicato il singolo Balla, certificato disco d'oro con oltre 25.000 unità vendute a livello nazionale.
L'8 gennaio 2019 pubblica il singolo Black Widow, seguito da Comete e Luna e sole, anche quest’ultimo certificato disco d’oro, con 25.000 copie vendute, hanno anticipato l'uscita del suo primo album in studio intitolato Ufo, pubblicato il 21 giugno e che ha debuttato al secondo posto della Classifica FIMI Album sotto l'etichetta Jive Records della quale è il primo artista dalla riapertura dell'etichetta.
Il 31 maggio 2022 viene pubblicato il suo libro autobiografico La vita non è una favola, edito da Mondadori.

## Discografia

### Album in studio
- 2019 – Ufo
- 2022 – Autoritratto

### Singoli
- 2016 – No/Way
- 2018 – Balla
- 2019 – Black Widow
- 2019 – Comete
- 2019 – Luna e sole
- 2019 – Eau de parfum (RMX)
- 2020 – Come va
- 2020 – Una favola
- 2020 – Oh madre mia
- 2020 – Fam
- 2021 – Un po' giù
- 2021 – Tip-Tap
- 2022 – Inferno
- 2022 – Pezzi da 10
- 2023 – Non mi capisci Freestyle
- 2023 – Polaroid
- 2023 – Bebe (Mon Amour)
- 2023 – Telefono
- 2024 – 3:33

### Collaborazioni
- 2019 – Tu che ne sai (Naska feat. Zoda)
- 2021 – Cellophane (Manuel Finotti feat. Zoda)
- 2022 – Lacrime (Handy feat. Zoda)

## Filmografia

### Attore

#### Cinema
- Game Therapy, regia di Ryan Travis (2015)

## Programmi televisivi
- Driveclub: il grande colpo (MTV, 2014)

## Opere
- Zoda, La vita non è una favola, Mondadori, 2022, ISBN 978-88-91-83230-6.